# 卡兰加斯圣老楞佐堂

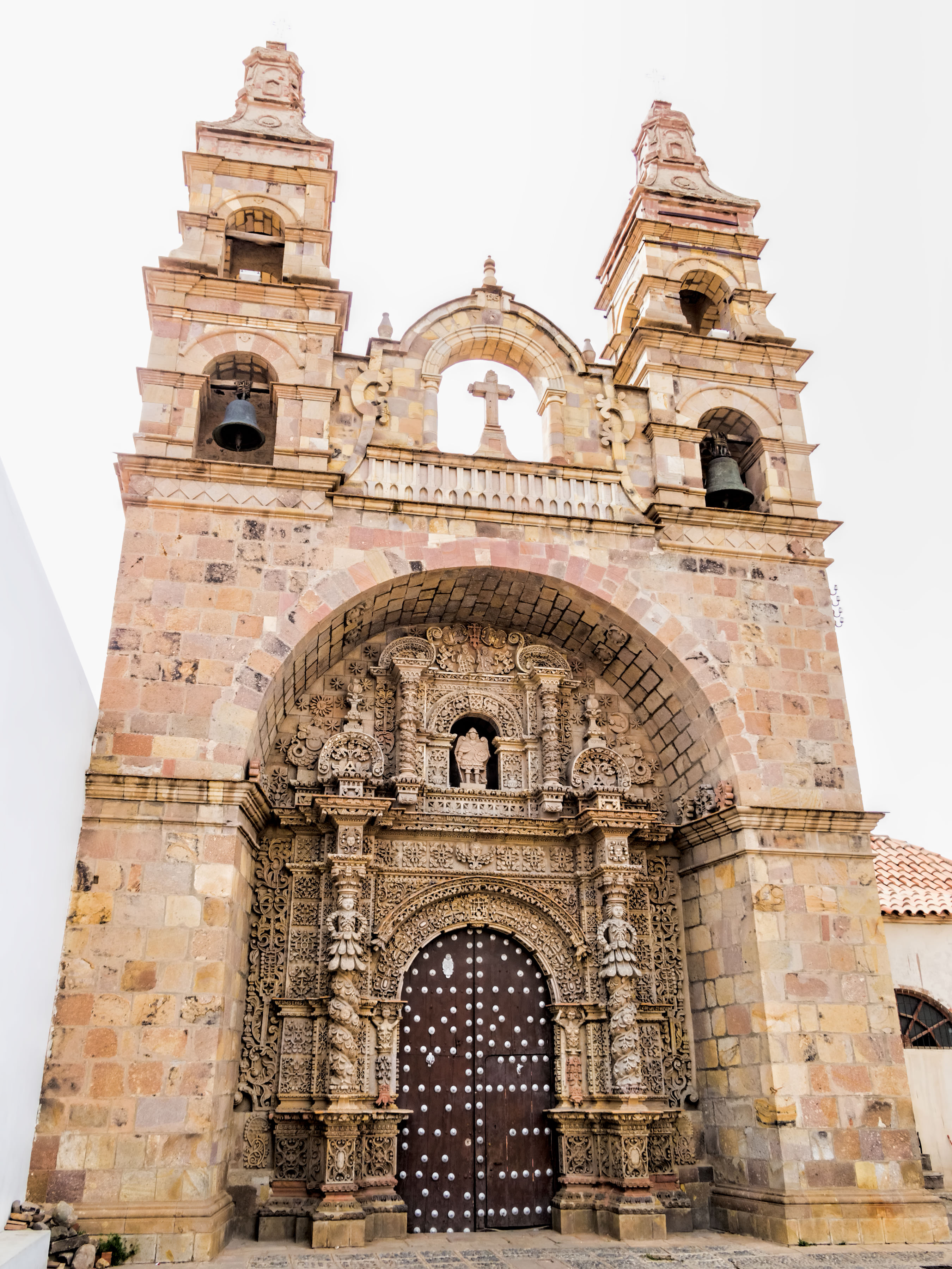
卡兰加斯圣老楞佐堂

卡兰加斯圣老楞佐堂（San Lorenzo de Carangas）是一座罗马天主教教堂，位于玻利维亚波托西省波托西。据历史学家称，它原名圣母领报堂（"La Anunciación"），和圣白芭蕾堂，同为该城最早建造的教堂。圣母领报堂于1548年开始修建， 但10年后的一场大雪使教堂倒塌，因此必须对其进行修复。总督福朗西斯科·托萊多抵达后，其名称改为卡兰加斯圣老楞佐堂，因为该堂用于卡兰加斯土著礼拜。当现在的主教座堂建成时，它成为了一个印第安堂区。
然而，最大的改建是在18世纪，于1744年完成，当时抬高了穹顶，建造了极具装饰性的安第斯巴洛克大门。
这座教堂的雕刻，是印加历史与西班牙文化相融合的极好例证，包括广泛的动植物群，包括兔鼠、小羊駝、美洲狮头、太阳圆盘、天使的脸、弹琴的美人鱼、玉米等。
卡兰加斯圣老楞佐堂被广泛认为是盘状设计的终极之选。
卡兰加斯圣老楞佐堂是联合国教科文组织世界遗产 “波托西市”的一部分。

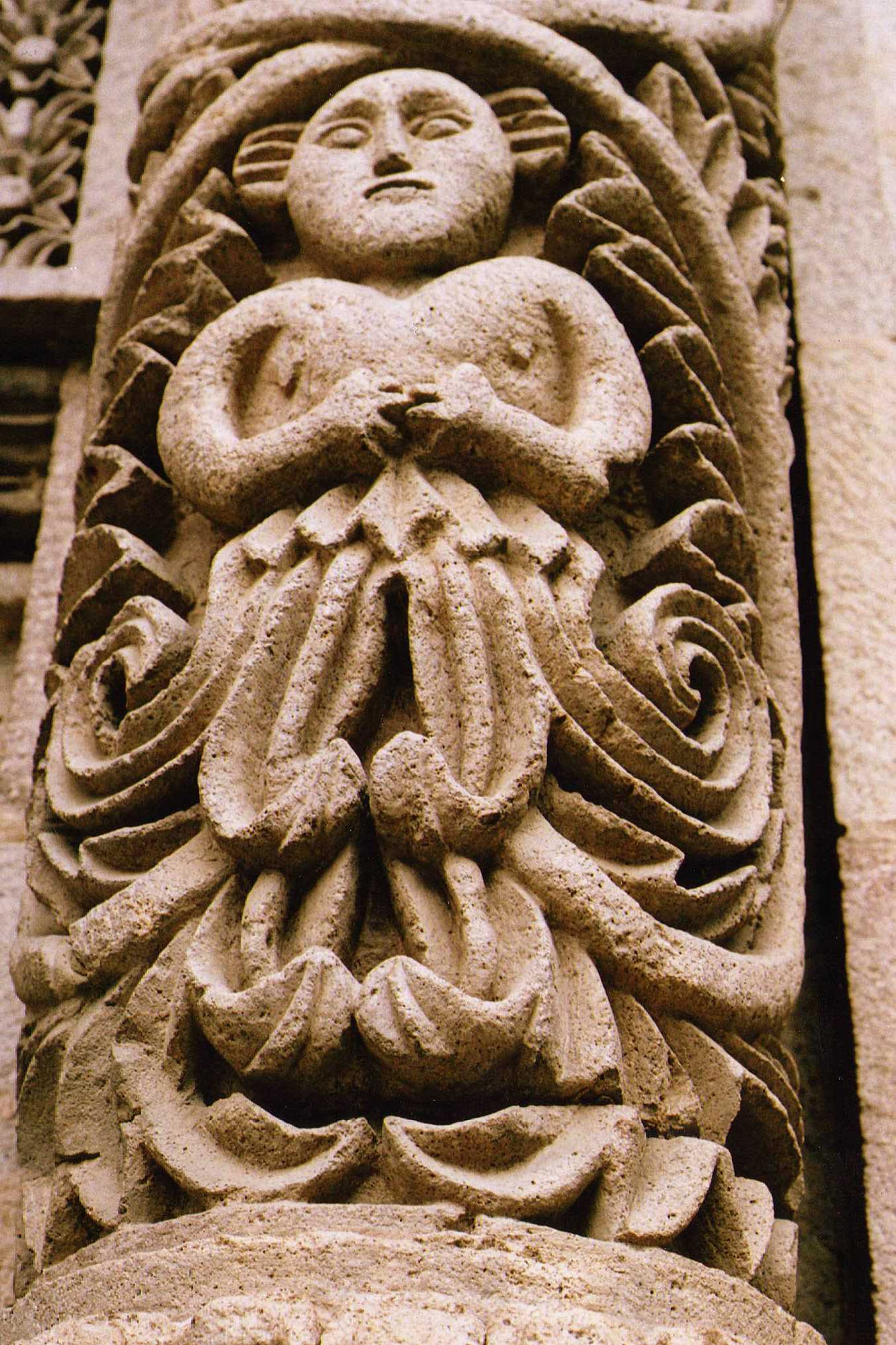